# Lukavice, Chrudim
Lukavice là một làng thuộc huyện Chrudim, vùng Pardubický, Cộng hòa Séc.